# Скелет человека
Скеле́т челове́ка (др.-греч. σκελετος — «высушенный») — совокупность костей человеческого организма, пассивная часть опорно-двигательного аппарата. Служит опорой мягким тканям, точкой приложения мышц, вместилищем и защитой внутренних органов. Костная ткань скелета развивается из мезенхимы.
Скелет взрослого человека состоит примерно из 206 костей. Почти все они объединяются в единое целое с помощью суставов, связок и других соединений. При рождении человеческий скелет состоит более чем из 300 костей; число костей в зрелом возрасте снижается до 205—208, так как некоторые кости срастаются вместе, преимущественно кости черепа, таза и позвоночника.

## Этимология
Древнегреческое название скелета, σκελετος — «высушенный», происходит от старинного способа изготовления скелета — высушивания на солнце или в горячем песке.

## Описание
В составе скелета взрослого человека около 205—208 костей, из них 32—34 — непарные, остальные — парные. 23 кости образуют череп, 32—34 — позвоночный столб, 25 — рёбра и грудину, 64 — скелет верхних конечностей, 62 — скелет нижних конечностей.
Каждая кость является органом, форма и структура которого обусловлена функцией. Кости скелета образованы костной и хрящевой тканями, относящиеся к соединительным тканям. Состоят кости из клеток и межклеточного вещества. В состав кости как органа входят: собственно костная ткань, надкостница, эндост, суставные хрящи, кровеносные сосуды и нервы. Кроме того, кости являются вместилищем кроветворного костного мозга. Все указанные образования, объединённые в единое целое, позволяют кости выполнять свои функции. Так, кость принимает активное участие в общем обмене веществ, в частности, солевом, и представляет собой депо минеральных солей. Состав кости довольно стабилен. В ней содержится 45 % минеральных солей (соли кальция, калия, натрия и других элементов), 25 % воды и 30 % органических веществ.

### Классификация
По форме и строению различают:
- длинные кости, у которых длина преобладает над другими измерениями (плечевые, локтевые, лучевые кости);
- плоские кости, у которых два измерения преобладают над третьим (кости крыши черепа, грудина);
- губчатые (короткие) кости, у которых все три измерения примерно одинаковы, состоят преимущественно из губчатого костного вещества (гороховидная кость, надколенник);
- воздухоносные кости, имеющие сложную неправильную форму и полости в теле (лобная, верхнечелюстные кости);
- смешанные (ненормальные) кости, имеющие сложную форму и сочетающие в себе элементы других костей (позвонки, кости основания черепа).

Длинные кости — бедренная, плечевая и другие. Выполняют функцию рычагов и служат для прикрепления мышц конечностей. В них различают среднюю часть — диафиз и суставные концы — эпифизы. У детей открыты зоны роста — прослойка эпифизарного хряща. Между диафизом и эпифизом у взрослых определяют метафиз.
Плоские кости — кости черепа, лопатка, тазовые кости, грудина, рёбра защищают внутренние органы, некоторые являются основой прикрепления мышц.
Воздухоносные кости — кости черепа и лица — клиновидная, решетчатая, лобная, височная, верхнечелюстная содержат воздухоносные пазухи или ячейки.
По структурным особенностям в костях различают губчатое и плотное (корковое) вещество.
Надкостница представляет собой плотную соединительнотканную пластинку, связанную с костью коллагеновыми волокнами.
Благодаря деятельности остеобластов и остеокластов происходит рост и построение костной ткани.
У взрослых людей на протяжении большей части жизни соотношение массы скелета и тела удерживается на уровне 20 %. У пожилых и старых этот показатель несколько уменьшается. Сухой, мацерированный (последовательно обезжиренный, отбелённый, высушенный) скелет человека весит 5—6 кг.
Подъязычная кость — единственная кость непосредственно не связанная с другими, — топографически находится на шее, но традиционно относится к костям лицевого отдела черепа. Она подвешена мышцами к костям черепа и соединена с гортанью.
Непосредственно к скелету не относятся 6 особых косточек (по три с каждой стороны), расположенных в среднем ухе; слуховые косточки соединяются только друг с другом и участвуют в работе органа слуха, осуществляя передачу колебаний с барабанной перепонки во внутреннее ухо.

## Функции скелета
I. Механические:
1. опора  — формирование жёсткого костно-хрящевого остова тела, к которому прикрепляются мышцы, фасции и многие внутренние органы;
2. движение, благодаря наличию подвижных соединений между костями, кости работают как рычаги, приводимые в движение мышцами;
3. защита внутренних органов — формирование костных вместилищ (череп для головного мозга и органов чувств; позвоночный канал — спинного мозга);
4. рессорная, амортизирующая, функция — уменьшение и смягчение сотрясения при движении (прочная конструкция стопы, хрящевые прослойки между костями и другие).

II. Биологические:
1. кроветворная, или гемопоэтическая, функция — образование новых клеток крови;
2. участие в обмене веществ — кости являются хранилищем большей части кальция и фосфора организма[4].

## Организация
Скелет человека устроен по общему принципу для всех позвоночных животных. Кости скелета подразделяются на две группы: осевой скелет и добавочный скелет. К осевому скелету относятся кости, лежащие посередине и образующие остов тела; это все кости головы, позвоночник, рёбра и грудина. Добавочный скелет составляют ключицы, лопатки, кости верхних конечностей, кости таза и кости нижних конечностей.

### Осевой скелет
Осевой скелет образован черепом, позвоночником, рёбрами и грудиной. В черепе размещаются головной мозг и большинство органов чувств — глаза, уши, язык и нос. Здесь же находится и отверстие, ведущее к пищеварительной и дыхательной системам. Гибкий S — образный позвоночник, служащий опорой для головы и тела, состоит из 26 костей неправильной формы — 24 позвонков, крестца и копчика. К костным отросткам позвонков прикреплены мышцы и связки, помогающие удерживать позвоночник в вертикальном положении. 7 шейных позвонков поддерживают шею и голову, 12 грудных позвонков сочленяются с рёбрами, а 5 поясничных несут на себе большую часть веса тела. Крестец и копчик, состоящие из сросшихся позвонков, связывают позвоночник с тазовым поясом.
Грудная клетка защищает находящиеся в груди органы и участвует в процессе дыхания. Она образована грудиной и 12-тью парами плоских изогнутых рёбер. Сзади каждое ребро сочленяется с позвонком грудного отдела позвоночника. 7 верхних рёбер (истинные) присоединены к грудине при помощи гибких рёберных хрящей. Следующие 3 ребра (ложные) спереди присоединены хрящом к истинным, а 2 самых нижних (колеблющиеся, или плавающие) присоединены только к позвонкам грудного отдела позвоночника, оставаясь спереди свободными.
- Череп — костная основа головы, является вместилищем головного мозга, а также органов зрения, слуха и обоняния. Череп имеет два отдела: мозговой и лицевой.
- Грудная клетка — имеет форму усечённого сжатого конуса, является костнохрящевой основой груди и вместилищем для внутренних органов. Состоит из 12 грудных позвонков, 12 пар рёбер и грудины.
- Позвоночный столб, или позвоночник — является главной осью тела, опорой всего скелета; внутри позвоночного канала проходит спинной мозг. Подразделяется на шейный, грудной, поясничный, крестцовый и копчиковый отделы.

### Добавочный скелет
Добавочный скелет состоит из костей рук и ног, а также из двух поясов — плечевого и тазового, которые связывают конечности с осевым скелетом. Лопатка и ключица образуют плечевой пояс. Тазовый пояс несёт на себе вес всей верхней части тела. В кистях и ступнях очень много мелких костей. Руки позволяют нам манипулировать всевозможными предметами. Ноги помогают сохранять равновесие.
- Пояс верхних конечностей — обеспечивает присоединение верхних конечностей к осевому скелету. Состоит из парных лопаток и ключиц.
- Верхние конечности — максимально приспособлены для выполнения трудовой деятельности. Конечность состоит из трёх отделов: плеча, предплечья и кисти.
- Пояс нижних конечностей — обеспечивает присоединение нижних конечностей к осевому скелету, а также является вместилищем и опорой для органов пищеварительной, мочевыделительной и половой систем.
- Нижние конечности — приспособлены для опоры и перемещения тела в пространстве во всех направлениях, кроме вертикально вверх (не считая прыжка).

## Половые особенности
Мужской и женский скелет в целом построены по одному типу, и кардинальных различий между ними нет. Они заключаются лишь в немного изменённой форме или размерах отдельных костей и, соответственно, включающих их структур. Вот некоторые из наиболее явных различий. Таз женщин шире и ниже, чем мужской, все размеры его больше, а кости таза у женщин тоньше. Также у них более узкая грудная клетка. Кости конечностей и пальцев у мужчин в среднем длиннее и толще, а бугристости на костях (следы прикрепления мышц), как правило, выражены сильнее.
Половые различия черепа у человека незначительны, поэтому зачастую бывает трудно отличить мужской череп от женского. Однако у мужчин сильнее выпирают надбровные дуги и затылочный бугор, глазницы имеют относительно большую величину, лучше выражены околоносовые пазухи. Кости мужского черепа обычно несколько толще, чем кости женского. Продольный (передне-задний) и вертикальный размеры у мужского черепа больше. Вместительность черепа у мужчин равна примерно 1450 см³, а у женщин 1300 см³. Разница объясняется меньшими размерами тела женщины.

## Развитие скелета
В эмбриональном периоде у всех Позвоночных первым зачатком внутреннего скелета является спинная струна (chorda dorsalis), или хорда, происходящая из мезодермы.
Скелет человека в процессе развития последовательно проходит 3 стадии:
1. соединительнотканная (перепончатая) — на 3—4 неделе внутриутробного развития — скелет включает в себя хорду, соединительную ткань.
2. хрящевая — на 5—7 неделе внутриутробного развития — скелет включает в себя хорду и хрящевой скелет.
3. костная — с 8 недели внутриутробного развития — скелет представлен остатками хорды (в виде студенистого ядра межпозвоночных дисков) и непосредственно костным скелетом.

Эти все стадии проходят все («вторичные») кости скелета, кроме костей свода черепа, большинства костей лица и части ключицы, которые развиваются без стадии хряща и, соответственно, называются «первичными» или «покровными» костями скелета. Покровные кости можно рассматривать как производные наружного скелета, сместившегося вглубь мезодермы и присоединившегося к внутреннему скелету в качестве его дополнения.
У новорождённого ребёнка в скелете почти 270 костей, что намного больше, чем у взрослого. Такое различие возникло из-за того, что детский скелет содержит большое количество мелких косточек, которые срастаются в крупные кости только к определённому возрасту. Это, например, кости черепа, таза и позвоночника. Крестцовые позвонки, например, срастаются в единую кость (крестец) только в возрасте 18—25 лет. И остаётся 205—207 костей, в зависимости от особенностей организма.

## Заболевания
Известно множество заболеваний костной системы. Многие из них сопровождаются ограничением подвижности, а некоторые могут приводить и к полному обездвиживанию человека. Серьёзную угрозу для жизни и здоровья представляют злокачественные и доброкачественные опухоли костей, требующие часто проведения радикального хирургического лечения; обычно поражённую конечность ампутируют. Помимо костей нередко поражаются и суставы. Болезни суставов часто сопровождаются значительным нарушением подвижности, сильными болями. При остеопорозе увеличивается ломкость костей, кости становятся хрупкими; это системное заболевание скелета чаще всего возникает у пожилых людей и у женщин после менопаузы.
Существует мнение, что многие заболевания позвоночника и опорно-двигательного аппарата являются следствием изменений скелета, связанных с переходом к прямохождению.

## Рентгеноанатомия скелета
Кости живого человека можно изучать методом рентгеновского исследования. Наличие в костях солей кальция делает кости менее «прозрачными» для рентгеновских лучей, чем окружающие их мягкие ткани. Вследствие неодинакового строения костей, присутствия в них более или менее толстого слоя компактного коркового вещества (а внутри от него — губчатого вещества) можно увидеть и различить кости и их части на рентгенограммах. На рентгенограммах можно также увидеть точки окостенения и по ним определить возраст, проследить замещение эпифизарного хряща костной тканью, сращение частей кости (появление синостоза).

## Интересные факты
- Отдельные части скелета можно различить уже у 5-недельного зародыша (размером с горошину)[7], у которого наиболее заметной частью является позвоночник, образующий выразительную дугу.
- Скелет новорождённого ребёнка состоит из более чем трёхсот хрящиков, но в результате того, что многие из них срастаются в процессе взросления, в скелете взрослого их остаётся лишь 206[8][9].
- Самая длинная кость скелета — бедренная кость, а самая маленькая — стремя в среднем ухе.
- Иногда различают «твёрдый» (кости) и «мягкий» (фасции, связки, капсулы) скелеты.
- Масса «живого» скелета составляет у новорождённых примерно 11 % массы тела, а у детей других возрастных групп — от 9 до 18 %[4].